# Saint-Malô-du-Bois
Saint-Malô-du-Bois is een gemeente in het Franse departement Vendée (regio Pays de la Loire) en telt 1189 inwoners (1999). De plaats maakt deel uit van het arrondissement La Roche-sur-Yon.

## Geografie
De oppervlakte van Saint-Malô-du-Bois bedraagt 14,3 km², de bevolkingsdichtheid is 83,1 inwoners per km².
De onderstaande kaart toont de ligging van Saint-Malô-du-Bois met de belangrijkste infrastructuur en aangrenzende gemeenten.

## Demografie
Onderstaande figuur toont het verloop van het inwonertal (bron: INSEE-tellingen).

1. ↑  Populations de référence 2022.